# تاواس
تاواس (به ترکی استانبولی: Tavas) شهری است در کشور ترکیه که در استان دنیزلی واقع شده‌است. جمعیت این شهر بر اساس سرشماری سال ۲۰۰۸ میلادی ۱۲٬۷۰۹ نفر و بر اساس برآوردهای سال ۲۰۰۹ میلادی ۱۲٬۴۱۸ نفر می‌باشد.